# ヨウ素酸
ヨウ素酸 (ヨウそさん、英: iodic acid) とは、ヨウ素のオキソ酸の一種で、化学式 HIO3 の化合物。比較的強い酸である (pKa = 0.75)。
水溶液中では、解離してヨウ素酸イオンを生じる。
{\displaystyle {\ce {HIO3\ + H2O -> H3O^+ \ + IO3^-}}}
塩素酸や臭素酸とは異なり、結晶として単離が可能である。水溶液中でヨウ素を塩素または硝酸を使って酸化することによって合成できる。
{\displaystyle {\ce {I2\ + 10 HNO3 -> 2 HIO3\ + 10 NO2\ + 4 H2O}}}
酸性溶液中では強い酸化剤としてはたらくが、塩基性溶液では酸化力は弱い。その標準酸化還元電位は以下の通りである。
{\displaystyle {\ce {2{IO3^{-}}+{12H^{+}}+{10{\mathit {e}}^{-}}={I2}+{6H2O}\ ,{\mathit {E}}{^{\circ }}=1.195V}}}
{\displaystyle {\ce {{IO3^{-}}+{3H2O}+{6{\mathit {e}}^{-}}={I^{-}}+{6OH^{-}}\ ,{\mathit {E}}{^{\circ }}=0.257V}}}
分析化学では強酸として滴定に用いられる。メチルレッドやメチルオレンジを指示薬として弱および強塩基の滴定に利用される。

## 塩
ヨウ素酸塩は消防法危険物第1類に指定されている。
- ヨウ素酸アンモニウム
- ヨウ素酸カリウム
- ヨウ素酸ナトリウム